# Dave Buzzotta
Dave Buzzotta (* vor 1991) ist ein US-amerikanischer Schauspieler, Sänger und Songschreiber.  
In Deutschland ist sein bekanntester Film God’s Army III – Die Entscheidung, in dem er zusammen mit Christopher Walken eine der Hauptrollen spielt.

## Filmografie
- 1991: Silk Stalkings (TV-Serie)
- 1992: Toonces, the Cat Who Could Drive a Car (TV-Serie)
- 1994: Chicago Hope (TV-Serie)
- 1995: Prehysteria 3
- 1997: The Real Thing
- 1997: The Last Resort
- 1998: Gang Boys
- 1998: Children of the Corn 5
- 1999: Nash Bridges (TV-Serie)
- 1999: Eine wie keine (She´s all That)
- 2000: God’s Army III – Die Entscheidung (The Prophecy III: The Ascent)
- 2002: Providence (TV-Serie)
- 2006: If Tomorrow Comes
- 2008: Fuel
- 2010: Bones – Die Knochenjägerin (TV-Serie)